# Nick Jameson
Pour les articles homonymes, voir Jameson.
 (avril 2020).
Si vous disposez d'ouvrages ou d'articles de référence ou si vous connaissez des sites web de qualité traitant du thème abordé ici, merci de compléter l'article en donnant les références utiles à sa vérifiabilité et en les liant à la section « Notes et références ».
Nick Jameson, né le 10 juillet 1950 à Columbia, est un acteur, réalisateur, scénariste, directeur de la photographie, producteur, monteur et compositeur américain.
En 2001, il scénarise, réalise, produit et compose le film Fortune Inn.

## Filmographie

### Acteur

#### Cinéma
- 1993 : Le Voleur et le Cordonnier (The Princess and the Cobbler) : Brigand (chant) (version rééditée)
- 1993 : Sacré Robin des Bois (Robin Hood: Men in Tights) : Nigel
- 1993 : Allô maman, c'est Noël (Look Who's Talking Now) : les chiens et les loups (voix)
- 1996 : Ultime Décision (Executive Decision) : Maître d'hôtel à Londres
- 1998 : Rusty, chien détective (Rusty: A Dog's Tale) : Ratchet le raton-laveur (voix)
- 1999 : King Cobra : Jurgen Werner
- 2004 : Polly et moi (Along Came Polly) : Dirigeant de Van Lew
- 2004 : Eurotrip : Journaliste
- 2004 : Clifford's Really Big Movie : Shérif Lewis (voix)
- 2013 : La Nuit du Templier : Lord Renault
- 2022 : Perdus dans l'Arctique (Against the Ice) de Peter Flinth

#### Vidéo
- 1996 : The Flintstones Christmas in Bedrock : (voix additionnelles)
- 2000 : Les Aventures extraordinaires du Père Noël (The Life & Adventures of Santa Claus) : Peter Knook (voix)
- 2001 : La Belle et le Clochard 2 (Lady and the Tramp II: Scamp's Adventure) : Jim Dear (voix)
- 2005 : The Golden Blaze : Principal / scientifique (voix)
- 2011 : Batman: Year One : Officier Stanley « Stan » Merkel (voix)

#### Télévision
- 1993 : I Yabba-Dabba Do! (téléfilm) : (voix additionnelles)
- 1994 : Scooby-Doo et les Contes des mille et une nuits (Scooby-Doo in Arabian Nights) (téléfilm) : (voix)
- 1994 : Where on Earth Is Carmen Sandiego? (série télévisée) : (voix additionnelles)
- 1994 : Profession : critique ("The Critic") (série télévisée) : Vlada / personnages additionnels (1994-1995) (voix)
- 1995 : Les Envahisseurs (The Invaders) (téléfilm) : Lewis Schneider
- 1998 : Babylon 5: In the Beginning (téléfilm) : Pilote minbari
- 2000 : Profession : critique (The Critic) (série télévisée) : Vlada Villamiravitch et autres personnages (voix)
- 2000 : Clifford le gros chien rouge (série télévisée) : Shérif Lewis (voix)
- 2001 : Gary & Mike ("Gary & Mike") (série télévisée) : Divers personnages (voix)
- 2003 : Star Wars: Clone Wars (série télévisée) : Palpatine / Dark Sidious / scientifique de l'Union Techno (voix)
- 2004 : Helter Skelter (téléfilm) : Gary Fleishman
- 2005 : Camp Lazlo (série télévisée) : Dookie (voix)
- 2006 - 2007, 2010 : 24 heures chrono (série télévisée) : Président Yuri Suvarov (15 épisodes)
- 2008 : Le Prix de la trahison (Cat City) (téléfilm) : Détective Rook

#### Jeux vidéo
- 2003 : Star Wars: Knights of the Old Republic : Billan / noble de Taris (voix)
- 2005 : Star Wars: Battlefront II : Palpatine / officier rebelle 2 (voix)
- 2005 : Psychonauts : Coach Oleander / Dr. Loboto / Pokeylope / Kochamara (voix)
- 2009 : Assassin's Creed II : Far Giacondo / ménestrels / florentins / sangimignanesis (voix)
- 2012 : Mass Effect 3 : (voix additionnels)
- 2012 : Dishonored : bourreau royal (voix)

### Réalisateur
- 2001 : Fortune Inn